# بجانة
بَجَّانَة (بالإسبانية:Pechina) هي بلدية تقع في مقاطعة المرية. جنوب شرق إسبانيا. يبلغ عدد سكانها 3.307 نسمة. من مواليد مدينة بجانة أمير البحر خشخاش بن سعيد بن أسود الذي يعتقد أنه أول من قطع المحيط الأطلسي ومكتشف أمريكا.

## وصلات خارجية
- (بالإسبانية)